# Ornamibo (Suriname)
Ornamibo is een dorp en voormalige suikerplantage in het ressort Domburg in Suriname. Het ligt tussen Paramaribo en de plaats Domburg, bij een afslag van de Martin Luther Kingweg. Het grenst aan de Parakreek die nabij in de Surinamerivier uitkomt.

## Bevolking
In het dorp woonden rond de Surinaamse onafhankelijkheid (1975) circa 950 inwoners van voornamelijk Hindoestaanse en Javaanse afkomst.

## Vuilstortplaats
Bij dorp bevindt zich een vuilstortplaats waar sinds het laatste kwart van de 20e eeuw afval uit andere delen van Suriname wordt gestort. Het gaat om een open stortplaats, oftewel een vuilstortplaats waar de verschillende soorten afval niet worden gescheiden. Naast huishoudelijk afval is er ook afval gedumpt als ziekenhuisafval, asbest en in oktober 2014 tientallen autowrakken.

## Geschiedenis
Van de plantage werd al op 1767 melding gemaakt in de Opregte Haerlemsche Courant. De plantage had in 1827 een oppervlakte van 669 akkers. Eind 18e eeuw werd er suiker verbouwd, rond 1819 hout en vijf jaar later opnieuw suiker. In 1863 kende de koloniale overheid de plantage-eigenaar een tegemoetkoming toe voor het verlies als gevolg van de afschaffing van de slavernij in Suriname. Op dat moment was het nog steeds een suikerplantage.
Met de verkoop van de plantage via een veiling werd in 1866 begonnen. Met de verkoop wilde het niet vlotten en medio juni 1870 werd bekend gemaakt dat de vraag naar plantages teruggelopen was. Voor Ornamibo en enkele andere plantages was een lagere verkoopprijs geaccepteerd.
De plantage bleef hierna bewoond. Een van de eigenaren was sindsdien de planter en schrijver Egbert Jacobus Bartelink, die tot in 1914 op 80-jarige leeftijd op het land actief bleef.
Er was ook een passagiersdienst over water die Ornamibo aandeed. Deze werd in 1935 opgeheven.

## Geboren
- Jnan Adhin (1927-2002), rechtsgeleerde, schrijver en minister
- Herman Adhin (1933-1992), wetenschapper en minister

A la bonne heure · Anna's Zorg · Akkerboom · Alliance · Alkmaar · Andresa · Auka · Andreesgift · Bantaskine · Barbados · Batavia · Beekenhorst · Belladrum · Bellevue · Belwaarde · Beninenburg · Berg en Dal · Bergen op Zoom · Berlijn (Commewijne) · Berlijn (Para) · Bethlehem · Boksweide · Boston · Botany Bay · Boxel · Bronswijk · Brouwerslust · Bruinendaal · Bucklebury · Buitenrust · Burnside · Cadrosspark · Caledonia · Campenburg · Cannewapibo · Catharina Sophia · Clevia  · Cliffort-Kokshoven · Clyde · Concordia · Concordia en een Kwart Lot · Courcabo · De Dageraad · De Goede Vriendschap · De Resolutie · De Vier Hendrikken · Diamond · Dijkveld · Domburg · Dordrecht · Eendragt · Elisabeth's Hoop · Ellen · L'Espérance (Nickerierivier) · L'Espérance (Surinamerivier) · Esthersrust · Fairfield · Fortuin · Flora · Florentia · Frederiksburg · Frederiksdorp · Frederikslust · Geertruidenberg · Geyersvlijt · Glensander · Gloria · Groot Chatillon · Groot Marseille · Guadeloupe · Haarlem · Hague · Hamburg · Hamilton · Hamptoncourt · Hannover · Hazard · Hebron · Hecht en Sterk · Hooyland · Hope · Houttuin · Huntly · Huwelijkszorg · Inverness · Jagtlust · Jodensavanne · Johan & Margaretha · Johanna Catharina · Johanna Maria · Johannesburg · John · Katwijk · Kent · Kerkshoven · Killenstein · Klein Bellevue · Kleinhoop · Krappahoek · Kroonenburg · Kwatta · La Jalousie · La Prosperité · La Rencontre · La Ressource (Saramacca) · La Ressource (Surinamerivier) · La Singularité · Laarwijk · Leasowes · Leliëndaal · Leonsberg · Livorno · Longmay · Lunenburg · Lust en Rust · Lustrijk · Maasstroom · Margarethenburg · Maria Petronella · Mariënbosch · Mariënburg · Margaretha's Gift · Mary's Hope · Meerzorg · Merveille · Moed en Kommer · Mon Bijou · Mon Souci · Mon Trésor · Monnikendam · Mopentibo · Morgenster · Moy · Nieuw Mocha · Nieuwzorg · Nieuwe Aanleg · De Nieuwe Grond · Nijd en Spijt · Novar · Nursery · Nut en Schadelijk · Onoribo · Onverwacht · Oranibo · Ornamibo · Overbrug · Overtoom 
· Oxford · Palestina · Paradise · Persévérance · Petersburg · Picardië · Peperpot · Pieterszorg · Plaisance · Poelwijk · Potosie · La Prevoyance · Purmerend · Reijnsdorp · Reijnsfort · Rijnberk · Roosenburg · Rorac · Rust en Werk · Rustenburg · Saltzhalen · Sans Souci · Saphir · Sarah · Sardam · Schaapstede · Schoonoord · Sinabo en Gelre · Sint Barbara · Sint Eustatius · Slootwijk · Sorgvliet · Spieringshoek · Standvastigheid · Suidwijn · Suzanna's Daal · Toevlugt (Surinamerivier) · Tout Lui Faut · Toledo · Totness · Tyronne · 't Vertrouwen · Victoria · Vierkinderen · Visserszorg · Voorburg · Voorzorg (Saramacca) · Vossenburg · Vredenburg · Vriendsbeleid en Ouderzorg · Vreeland · Waltonhall · Waldijk · Waterloo · Wederzorg · Welbedacht · Welgelegen (Commewijne) · Welgelegen (Coronie) · Welgevallen · Weltevreden · Wolffs Capoerica · Wolfenbüttel · 't Ylant · Zoelen · Zorg en Hoop (hout) · Zorg en Hoop (indigo) · Zorg en Hoop (katoen) · Zorg en Hoop (suiker)